# Zodiac Nautic
Zodiac Nautic, o Z Nautic, és una empresa francesa de vaixells inflables creada l'any 2012 arran de la venda de les activitats marines de Zodiac Marine & Pool .

## Denominació
El terme Zodiac s'utilitza habitualment per designar un vaixell inflable, que era un dels productes emblemàtics de Zodiac Marine and Pool, però, per no arriscar-se a perdre els seus drets sobre la marca francesa Zodiac, l'empresa es va oposar formalment a aquest ús el 2007 ,. L'empresa Z Nautic s'ha fet càrrec de la divisió d'embarcacions inflables d'esbarjo de Zodiac Marine and Pool, que es va convertir en Zodiac Pool Systems .

## Història

### 1900: els inicis de Zodiac
Zodiac és descendent directe de tres companyies fundades per Maurice Mallet, la Société Mallet, Mélandri et de Pitray el 1896, creades per un període de quatre anys amb la finalitat de crear un parc aerostàtic durant l'Exposició Universal de 1900, els Ateliers de Construcció aeronàutica Maurice Mallet, després el 5 de març de 1908 la Société Française de Ballons Dirigible et d'Aviation, arran d'un acord amb Henry de la Vaulx (Comte de La Vaulx), aquest últim cedint la resta dels seus arrendaments, la propietat del seu dirigible i l'hangar a canvi d'accions de l'empresa. Personalitats, industrials i famílies famoses constitueixen els primers accionistes, en particular la família Schelcher, el príncep Roland Bonaparte i Henri Auerbach, director fundador d'Automobiles Delahaye.
La particularitat d'aquesta empresa és que s'adreçava tant a particulars que volguessin adquirir un aeròstat com a empreses que volguessin mostrar publicitat als globus. Es desconeix l'origen d'aquesta marca registrada el 2 de febrer de 1909.
Dirigibles Zodiac :

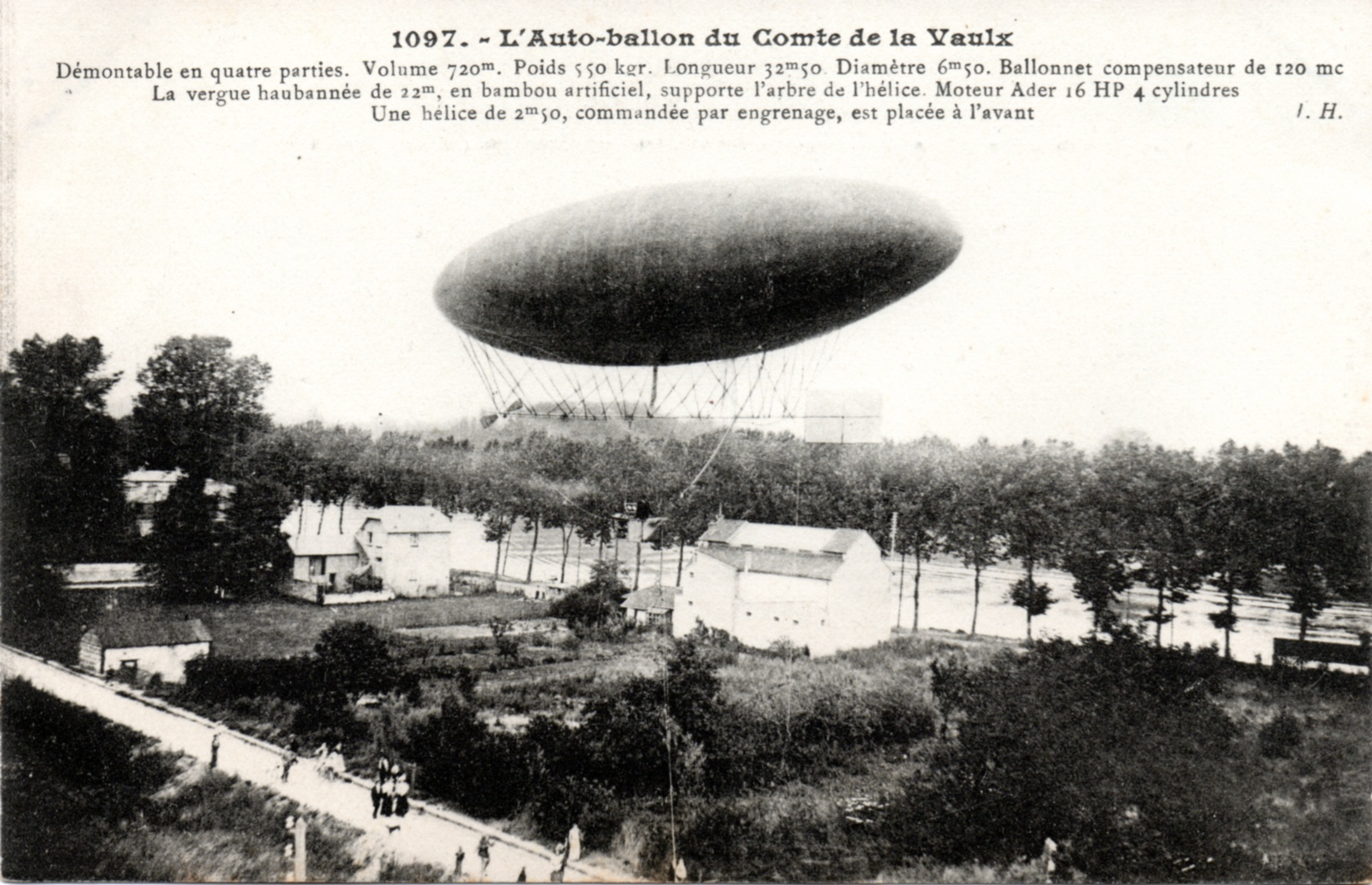
Auto-globus d'Henry de La Vaulx el 1906 (Zodiac II)

- El Comte de La Vaulx va ser construït l'any 1906. Rebatejat Zodiac II després de modificacions el 1908.
- el Zodiac I (originalment anomenat Le-Petit-Journal), un dirigible desmuntable, va ser construït el 1908.
- segueix una sèrie d'aeronaus suaus, fins al número XI el 1913. Una gran part s'exporta.
- El Spiess, 1913, un dels pocs dirigibles rígids construïts a França. Disseny similar a un Zeppelin, excepte per l'estructura que és encavallada de fusta buida en lloc d'alumini.
- Fins a la dècada de 1930, dels tallers del Zodiac van sortir 63 aeronaus.

L'empresa es va diversificar construint també " aeronaus més pesades que l'aire », monoplans i biplans.
El mateix any, va canviar el seu nom per primera vegada per convertir-se en Société Française de Ballons Dirigible et d'Aviation Zodiac i de nou en 1911, Société Zodiac, abans Etablissements Aéronautique Maurice Mallet .
De 1912 a 1914, també va construir hidroavions i motors tipus Pickers.
L'esclat de la Primera Guerra Mundial el va obligar a interrompre la fabricació d'avions, fet que va provocar problemes econòmics.
Els seus primers contactes amb el domini marítim van tenir lloc a la dècada de 1920, amb la construcció de vaixells per a la Marina francesa . Les primeres investigacions sobre les embarcacions inflables (que més tard s'anomenarien comunament Zodiacs) van començar l'any 1930 amb el treball de l'enginyer Pierre Debroutelle.
Tot i treballar molt amb l'exèrcit, un dels objectius de l'empresa també és posar-se en el domini civil. Per tant, va participar diverses vegades en demostracions de globus aerostàtics.

### Després de la guerra: Zodiac s'expandeix internacionalment
El camp de les embarcacions inflables va ser llavors explotat principalment per l'Exèrcit, però les travesses l'any 1952 a bord d'un Zodiac Mark III (denominat L'Hérétique) del Doctor Alain Bombard de Mònaco a Tànger (amb un company d'equip anglès, Jack Palmer), llavors de Las Palmas de les Illes Canàries fins a Barbados permeten al públic demostrar la solidesa dels pneumàtics. Aquestes travessies, amb un mínim d'aliments i aigua dolça, pretenen mostrar la resistència de l'home al naufragi i les tècniques a utilitzar per sobreviure el màxim temps possible en aquestes condicions.
La creixent activitat marítima i la creació de filials a l'exterior (com Zodiac Marine España a Espanya) van fer que l'empresa canviés de nom un cop més per convertir-se en Zodiac l'any 1965.
Tanmateix, el camp aeronàutic no es descuida. L'any 1966, el Centre Nacional d'Estudis Espacials (CNES), en el marc del projecte EOLE, va ordenar la construcció d'un globus meteorològic.
A principis dels anys 70, l'empresa va experimentar problemes financers, que va resoldre reorientant-se cap a la seva activitat principal, els pneumàtics.
L'empresa surt a borsa 7 de febrer de 1983, al CAC Mid 100 de la Borsa de París.

### 2000: el grup Zodiac es divideix, creació de Zodiac Marine & Pool
EL17 s'anuncia la continuació de les converses amb vista a la venda de les activitats Marina a una societat holding propietat de 72 % pel Grup Carlyle i al 28 % per Zodiac.
Zodiac Group i Carlyle Group han anunciat el28 havent finalitzat la combinació de Zodiac Marine amb Jandy Pool Products, per crear Zodiac Marine and Pool. Aquesta nova empresa és propietat de 69 % de Carlyle Group, 27 % per Zodiaci 4 % per l'equip directiu.

### 2010: Zodiac Marine & Pool ven les seves activitats marines i militars
El 12, desembre 2012, el grup Zodiac Marine and Pool va vendre les seves activitats d'oci marí Zodiac Marine al fons de transformació Opengate Capital, després el gener de 2013 les seves activitats marines militars Zodiac Milpro i medi ambient, EVAC, al fons Oaktree Capital. Zodiac Marine & Pool es converteix així en Zodiac Pool Systems, domiciliada als Estats Units.
Les activitats marines de Zodiac Marine & Pool, venudes al fons Opengate Capital, esdevenen una empresa : Zodiac Marine està registrat al 5 de febrer de 2012 .
EL 2 d'abril de 2015, Zodiac Marine entra als tribunals i en liquidació forçosa el 30 de juliol de 2015.

### 2015: En dificultats, Zodiac Marine es divideix
Zodiac Marine, que es va convertir en Z Nautic, es va vendre a l'11 de juliol de 2015 al Desenvolupament Energètic i es mantenen 75 llocs de treball dels 180 de França. branca" espai formada per 25 persones es va convertir en Airstar Aerospace quan va ser presa el 2015 pel grup industrial francès Airstar .
EL1, el Jutjat Mercantil de Nanterre ratifica l'oferta d'OPA de "Desenvolupament Energètic" liderada per Dominique Heber-Suffrin, per fer-se càrrec de "Z Marine". Es crea una nova empresa que portarà el nom de Z Nautic .
A finals de 2019, Pierre Bastid va assumir la direcció de l'empresa.

## Activitats
Les activitats del grup estan en relació amb l'entorn nàutic: embarcacions inflables.
Les activitats en piscines per a particulars (Zodiac Pool Solutions) i equips com ara coixins d'aire i sistemes de telemetria i transmissió (Zodiac Milpro) ja no formen part de Zodiac Nautic.